# Uładzimir Żareła
Uładzimir Ilicz Żareła (biał. Уладзімір Ільіч Жарэла, ros. Владимир Ильич Жерело, Władimir Iljicz Żerieło; ur. 19 marca 1949 w Łozkach w rejonie kalinkowickim) – białoruski kolejarz i polityk, w latach 2004–2008 naczelnik Białoruskiej Kolei, w latach 2008–2012 deputowany do Izby Reprezentantów Zgromadzenia Narodowego Republiki Białorusi IV kadencji.

## Życiorys
Urodził się 19 marca 1949 roku we wsi Łozki, w rejonie kalinkowickim obwodu poleskiego Białoruskiej SRR, ZSRR. W latach 1964–1968 uczył się w Orszańskim Technikum Transportu Kolejowego. W 1982 roku ukończył Białoruski Instytut Inżynierów Transportu Kolejowego, uzyskując wykształcenie inżyniera dróg powiadamiania ds. eksploatacji kolei.
Po ukończeniu szkoły średniej pracował jako dyżurny na stacji kolejowej Iwdień Kolei Swierdłowskiej. Odbył służbę wojskową w szeregach Armii Radzieckiej. W latach 1970–1971 pracował jako dyżurny na stacji Kalinkowicze Oddziału Homelskiego Białoruskiej Kolei (BK). W latach 1971–1973 pracował jako dyżurny, a następnie naczelnik stacji kolejowej Uza Oddziału Homelskiego BK. W latach 1973–1984 był naczelnikiem stacji Tołkaczewski i Żytkowicze Oddziału Homelskiego BK. Od 1984 roku był zastępcą naczelnika stacji Kalinkowicze Oddziału Homelskiego BK. Po ukończeniu studiów, w latach 1986–1988 był naczelnikiem stacji Łuniniec Oddziału Baranowickiego BK. W latach 1988–1990 pełnił funkcję naczelnika stacji Witebsk Oddziału Witebskiego BK. W latach 1990–1995 był naczelnikiem Oddziału Mohylewskiego BK. W latach 1995–2002 był naczelnikiem Oddziału Brzeskiego BK. Od 5 marca 2002 do 10 września 2004 roku pełnił funkcję pierwszego zastępcy naczelnika Białoruskiej Kolei. Od 27 sierpnia 2004 roku do 25 października 2008 był naczelnikiem Białoruskiej Kolei. Stanowisko opuścił w związku z uzyskaniem mandatu deputowanego do parlamentu.
W 2008 roku kandydował jako bezpartyjny w wyborach parlamentarnych z Orszańskiego Miejskiego Okręgu Wyborczego Nr 26. Jego grupa inicjatywna liczyła 50 osób i została zarejestrowana 28 lipca. Jedynym kontrkandydatem w Okręgu był członek Zjednoczonej Partii Obywatelskiej, nauczyciel Uładzimir Jurżyc. 27 października 2008 roku został deputowanym do Izby Reprezentantów Białorusi IV kadencji. Pełnił w niej funkcję członka Stałej Komisji ds. Przemysłu, Kompleksu Paliwowo-Energetycznego, Transportu, Łączności i Przedsiębiorczości. Od 13 listopada 2008 roku był członkiem Narodowej Grupy Republiki Białorusi w Unii Międzyparlamentarnej.

## Krytyka
Zdaniem Centrum Obrony Praw Człowieka „Wiosna”, przed wyborami parlamentarnymi w 2008 roku w państwowych środkach masowego przekazu prowadzona była agitacja na rzecz kandydatury Żareły. Miało to miejsce, według „Wiosny”, w okresie, gdy agitacja nie była jeszcze dozwolona. Jednocześnie, zdaniem tego samego źródła Żareła wykorzystywał w swojej kampanii stanowisko naczelnika Białoruskiej Kolei.

## Odznaczenia i uwagi
- Order Honoru (Białoruś) – za likwidację skutków trzęsienia ziemi w Armenii[1][2];
- Odznaka „Honorowemu Kolejarzowi”[2].

Uładzimir Żareła otrzymał 3 września 2005 roku „uwagę” od Rady Ministrów za niepodjęcie wystarczających działań w celu wypełnienia wymogów Dyrektywy Prezydenta Republiki Białorusi z 11 marca 2004 r. Nr 1 „O działaniach na rzecz wzmocnienia społecznego bezpieczeństwa i dyscypliny”, a także za dopuszczenie w pierwszym półroczu 2005 r. w podporządkowanych przedsiębiorstwach i organizacjach do wzrostu liczby naruszeń. 24 marca 2006 roku uwaga została cofnięta.

## Życie prywatne
Uładzimir Żareła jest żonaty, ma dwóch synów.